# Isabel de Portugal i de Bragança
Isabel de Portugal i de Bragança   (Regne de Portugal, 1428 - Arévalo, 15 d'agost de 1496) infanta de Portugal i reina consort de Castella (1447-1474).

## Biografia
Isabel va néixer com a descendent d'una branca col·lateral de la dinastia Aviz que havia governat Portugal des de 1385. Els seus pares eren Joan, conestable de Portugal, el fill més jove supervivent de Joan I de Portugal, i la seva meitat neboda i esposa, Isabel de Portugal. Barcelos, filla del duc de Bragança, fill il·legítim del rei. Es va casar amb el rei Joan II de Castella com a segona esposa. La seva primera esposa, Maria d'Aragó, li havia donat quatre fills, tot i que només n'havia sobreviscut un, el futur Enric IV de Castella. Enric havia estat unit a Blanca II de Navarra en un matrimoni no consumat durant set anys i s'anomenava "El Impotente". Per això, Joan va decidir buscar una altra dona, preferiblement amb una princesa francesa. No obstant això, el seu assessor i amic de confiança, Álvaro de Luna, va decidir que una aliança portuguesa era millor políticament, i va negociar un partit amb la molt més jove Isabella. Els dos es van casar el 22 de juliol de 1447 quan Joan tenia 42 anys i Isabella 19.
El 17 d'agost de 1447 es casà al Madrigal de las Altas Torres, Madrigalejo (Càceres) amb Joan II de Castella, fill d'Enric III de Castella i Caterina de Lancaster. D'aquest matrimoni nasqueren dos fills:
- l'infant Alfons de Castella (1453-1468), príncep d'Astúries
- la infanta Isabel de Castella (1451-1504), reina de Castella

A la mort del seu marit el 1454 es retirà Arévalo on morí el 15 d'agost de 1496

## Sepultura
Isabel de Portugal va ser sepultada a la Cartoixa de Miraflores al costat del seu marit, Joan II de Castella, i el seu fill, l'infant Alfonso de Castella. El sepulcre de Joan II i Isabel de Portugal, realitzat en alabastre, és obra de l'escultor Gil de Siloe.
L'any 2006, amb motiu de la restauració de la Cartoixa de Miraflores, la Direcció General de Patrimoni i Béns Culturals de la Junta de Castella i Lleó va decidir fer l'estudi antropològic de les restes mortals de Joan II i de la seva segona esposa, les quals estaven enterrats a la cripta sota el sepulcre reial, així com l'estudi de les restes dipositades a l'interior del sepulcre de l'infant Alfonso de Castilla, el sepulcre del qual està col·locat en un lateral de la mateixa església. L'estudi antropològic va ser realitzat per Luis Caro Dobón i María Edén Fernández Suárez, investigadors de l'àrea d'Antropologia Física de la Universitat de León. L'esquelet del rei Joan II estava gairebé complet, a diferència del de la seva dona, la reina Isabel de Portugal, del qual només en quedaven diversos ossos.